# هنگ نیروی هوایی سلطنتی
هنگ نیروی هوایی سلطنتی (انگلیسی: RAF Regiment) بخشی از نیروی هوایی سلطنتی است و به‌عنوان یک سپاه تخصصی فعالیت می‌کند. این هنگ که در سال ۱۹۴۲ توسط حکم سلطنتی تأسیس شد، وظایف امنیتی مربوط به حفاظت از دارایی‌ها و پرسنل اختصاص داده شده به ارائه قدرت هوایی را انجام می‌دهد.
هنگ «توپچی‌ها»ی نیروی هوایی سلطنتی، پرسنلی هستند که در رشته‌های مختلفی مانند تاکتیک‌های پیاده‌نظام، حفاظت از نیروها، خودروهای صحرایی، تک‌تیراندازی، پشتیبانی از عملیات نیروهای ویژه، دفاع ش‌م‌پ‌ه (دفاع شیمیایی، بیولوژیکی، رادیولوژیکی و هسته‌ای)، آموزش دیده‌اند و مجهز به وسایل نقلیه پیشرفته و اقدامات شناسایی هستند. مربیان هنگ نیروی هوایی سلطنتی مسئول آموزش همه پرسنل نیروی هوایی سلطنتی در زمینه حفاظت اولیه از نیروها مانند کمک‌های اولیه، کار با سلاح و مهارت‌های شیمیایی، بیولوژیکی، رادیولوژیکی و هسته‌ای هستند.
این هنگ و اعضای آن در نیروی هوایی سلطنتی به عنوان «هنگ»، «میمون‌های صخره‌ای» یا «صخره‌ها» شناخته می‌شوند.